# ¡Viva La Cobra!
¡Viva La Cobra! är det andra studioalbumet av det alternativa rockbandet Cobra Starship. Albumet gavs ut den 23 oktober 2007.

## Låtlista
1. "The City Is at War" - 2:52
2. "Guilty Pleasure" - 3:22
3. "One Day Robots Will Cry" - 3:40
4. "Kiss My Sass" (med Travis McCoy från Gym Class Heroes) - 3:40
5. "Damn You Look Good and I'm Drunk (Scandalous)" (med V.I.P.) - 3:51
6. "The World Has Its Shine (But I Would Drop It on a Dime)" - 3:25
7. "Smile for the Paparazzi" - 3:21
8. "Angie" - 3:54
9. "Prostitution Is the World's Oldest Profession (and I, Dear Madame, Am a Professional)" - 2:38
10. "My Moves are White (White Hot That Is)" - 3:55
11. "Pleasure Ryland" - 2:17

Itunes bonuslåtar:
1. "Three Times a Lady" - 2:44

## Singlar
- "Guilty Pleasure" (2007)
- "The City Is at War" (2007)